# 大兴街 (上海)
大兴街，原名大新街，是中華人民共和國上海市黄浦区的一条道路。该段道路原为黄家阙路的一段，建于1908年。现存段自黄家阙路引出，至陆家浜路止，全长0.232千米。南车站路由该道路引出。
有说法认为，因该路沿线有部分制造伪劣商品的店面，故沪语中的“大兴货”一词来源于此（但也有说法认为与洋泾浜英语有关）。沪语中，“大兴货”指冒牌商品，“开大兴”指信口开河、失信于人。